# Vita di Eleonora d'Arborea
Vita di Eleonora d'Arborea,  principessa medievale di Sardegna,  è un romanzo biografico per adulti di Bianca Pitzorno sulla figura realmente esistita della giudicessa medievale sarda Eleonora d'Arborea, promulgatrice della Carta de Logu. Il testo è frutto di cinque anni di ricerche d'archivio, sebbene parte della vita della giudicessa (sulla quale esistono poche fonti documentarie) sia ricostruita con procedimento indiziario, basandosi cioè sugli indizi piuttosto che sulle prove.

## Storia editoriale
Il testo originale era stato commissionato all'autrice a metà degli anni settanta da Raffaele Crovi, funzionario RAI ed editore, su richiesta del quale Pitzorno aveva scritto il suo primo romanzo per ragazzi: Sette Robinson su un'isola matta Il romanzo biografico, pubblicato nel 1984 dalla casa editrice Camunia, con copertina di Federico Maggioni, ottenne recensioni positive e apprezzamenti in ambito accademico, ma scarso successo di pubblico. Dopo un paio d'anni era già fuori catalogo, ma continuava a figurare nei testi di critica sulla Pitzorno di pubblicazione successiva.
La numerose richieste di ristampa sollecitarono nel 2003 il quotidiano sassarese La Nuova Sardegna a stamparne una nuova edizione che uscì in edicola il 15 maggio come numero 3 della collezione Capolavori sardi, venduta come supplemento al giornale. Le 35 000 copie, alcune già prenotate con giorni d'anticipo, alle undici del mattino erano già esaurite in tutte le edicole dell'isola e se dovettero stampare altre settemila per far fronte alle richieste dei lettori. Nel frattempo l'autrice aveva ripreso in mano il testo, per aggiornarlo alla luce di nuovi documenti emersi dopo la prima pubblicazione. Questa riscrittura è uscita nel 2010 nella collana Oscar Storia della Mondadori e nel 2011 aveva avuto già tre tirature.

### Edizioni
- Bianca Pitzorno, Vita di Eleonora d'Arborea, Milano, Camunia, 1984.
- Bianca Pitzorno, Vita di Eleonora d'Arborea, Capolavori sardi (supplemento al giornale La Nuova Sardegna), Sassari, La Nuova Sardegna, 2003, ISBN 84-96142-76-0.
- Bianca Pitzorno, Vita di Eleonora d'Arborea, Oscar Storia, Milano, Arnoldo Mondadori Editore, 2010, ISBN 978-88-04-59714-8.

### Fonti critiche
- Antonio Faeti, I diamanti in cantina, Cesena, Il Ponte Vecchio, 2001  [Bompiani 1995], ISBN 88-8312-166-X.
- Bianca Pitzorno, Storia delle mie storie, Milano, Il Saggiatore, 2006  [Nuova Pratiche Editrice 2002], ISBN 88-515-2337-1.
- Mirca Casella, Le voci voci segrete: itinerari di iniziazione al femminile nell'opera di Bianca Pitzorno, Milano, Mondadori, 2006, ISBN 978-88-04-54341-1. URL consultato il 4 maggio 2015.
- Raffaele Crovi, Diario del Sud, Lecce, Manni Editori, 2005, ISBN 978-88-04-54341-1. URL consultato il 6 giugno 2015.